# Wagon de type UIC-U
Les wagons de type UIC-U sont des wagons ferroviaires spéciaux.
Ce type UIC regroupe notamment :
- des wagons-silo,
- des wagons surbaissés, pour le transport de charges volumineuses, parmi lesquels :
  - les wagons « mille-pattes » pour les transports exceptionnels de charges lourdes ; se rattachent à ce type de wagon :
    - les wagons-torpille, des wagons-poche de grande taille pour le transport de la fonte liquide.

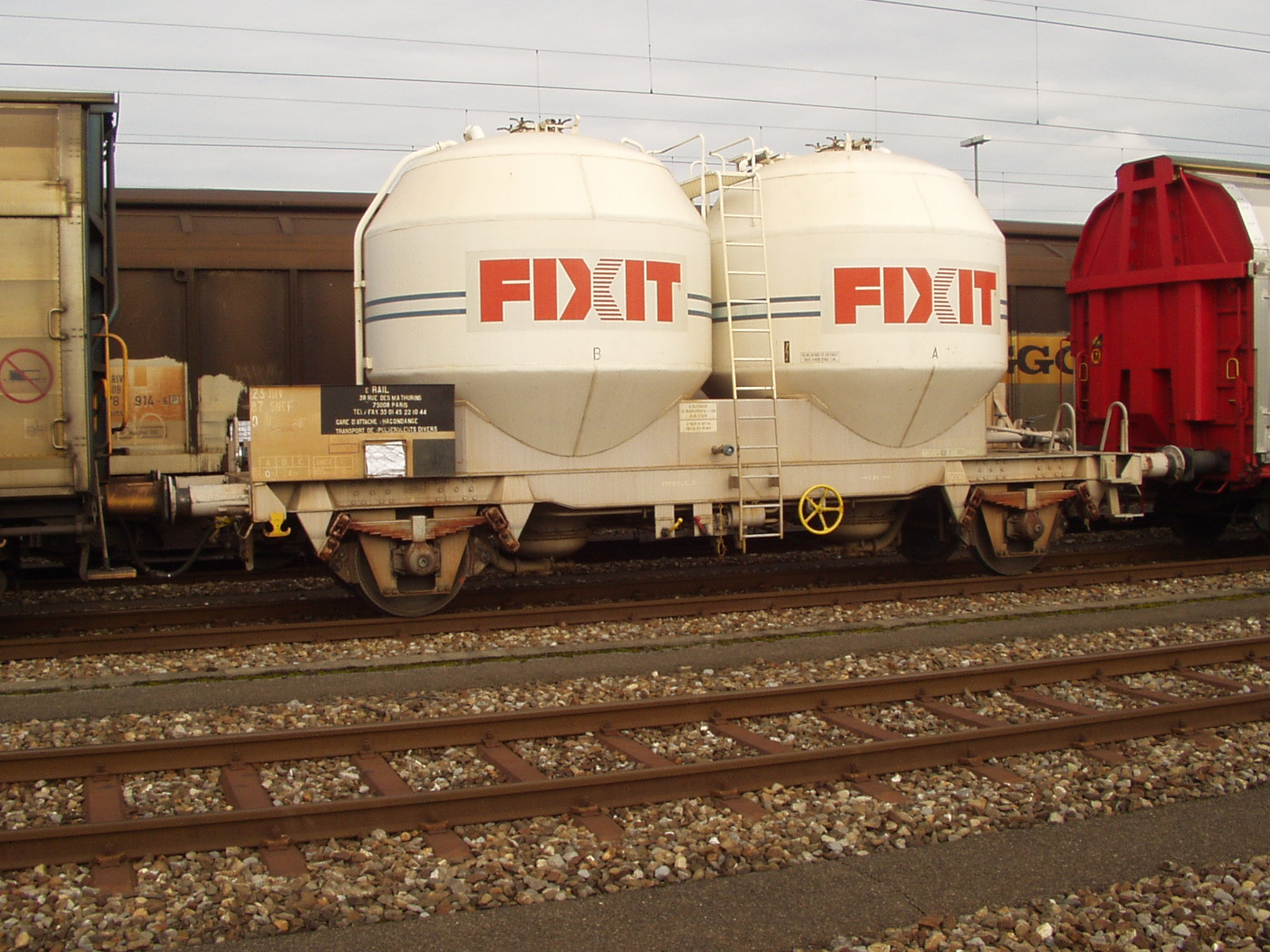
Wagon-silo de type Ucs.
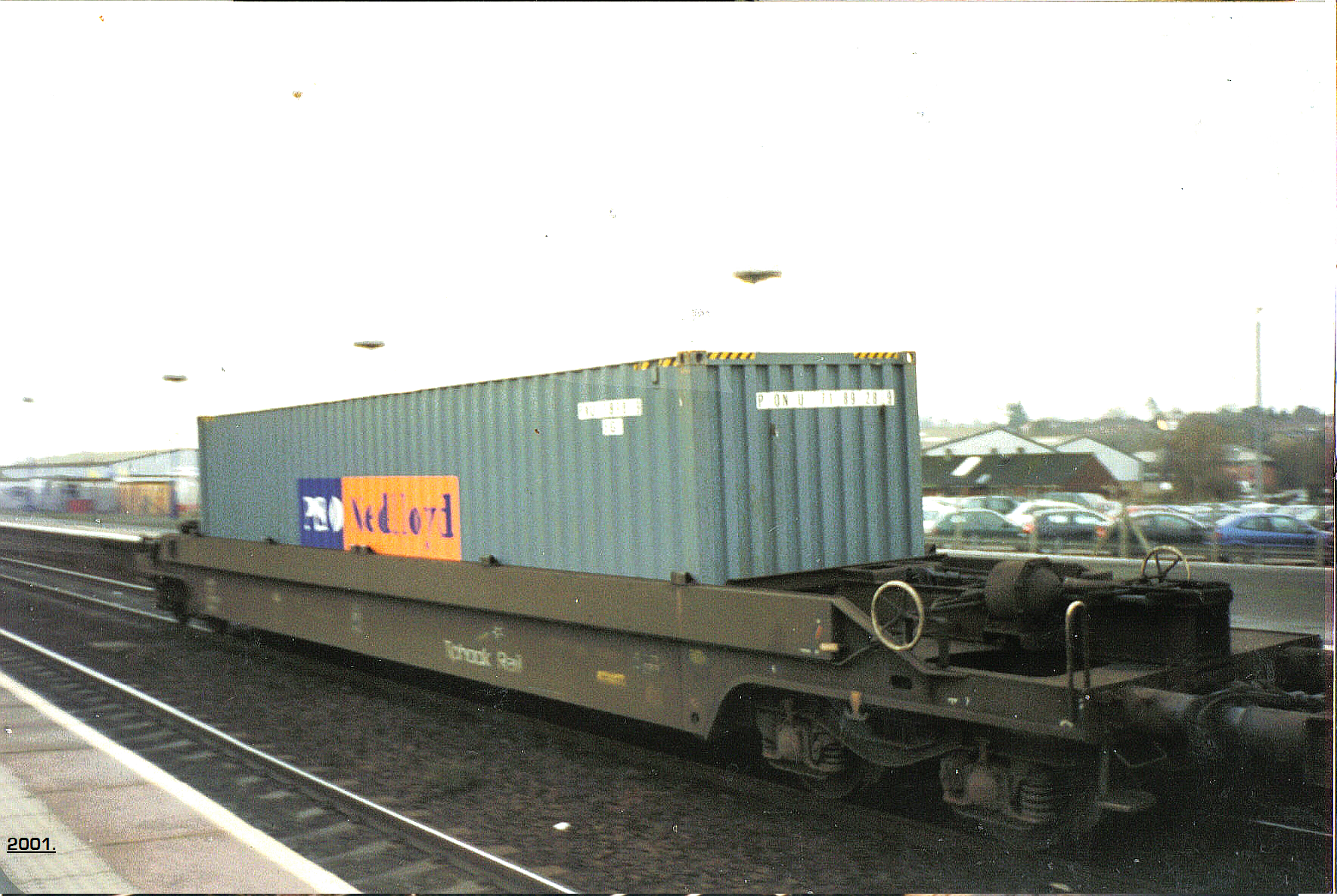
Well wagon chargé d'un seul conteneur (une double charge n'est pas possible au Royaume-Uni).
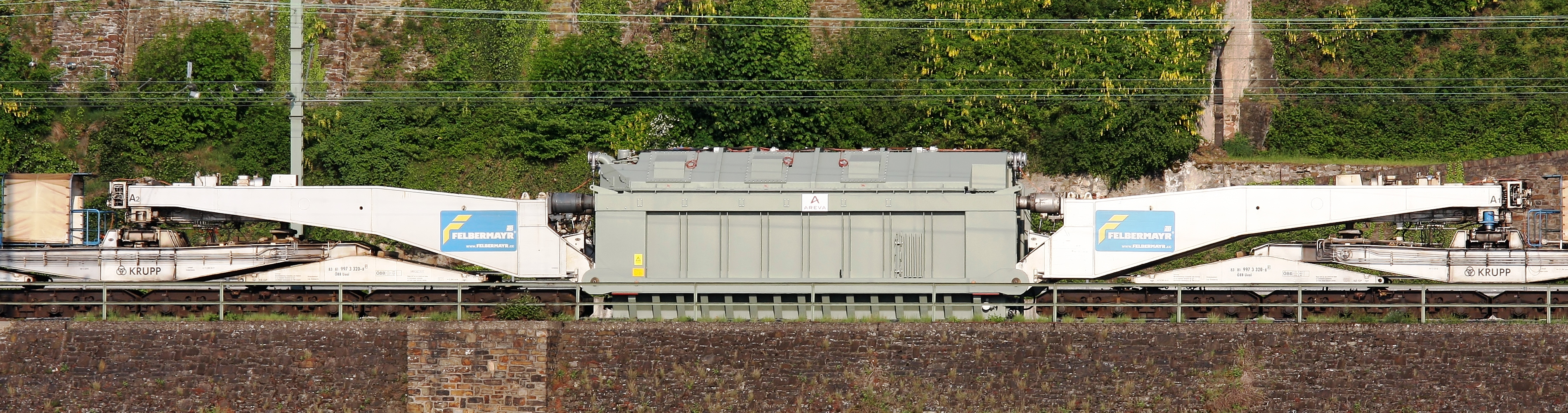
Wagon « mille-pattes » des ÖBB.
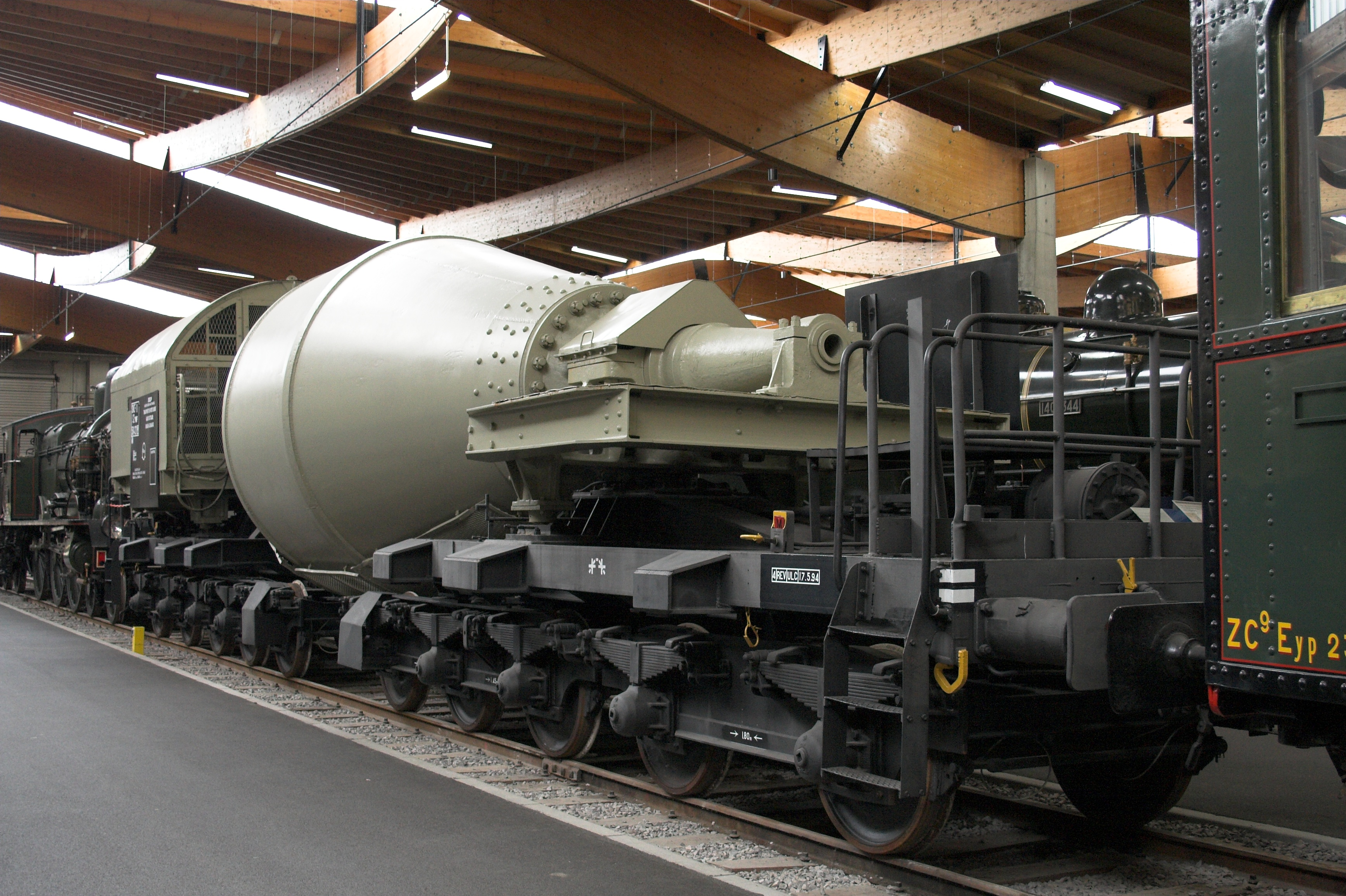
Wagon-torpille exposé à la cité du train de Mulhouse (10 essieux, capacité 100 tonnes).